# Frontier Developments
Frontier Developments és una empresa britànica desenvolupadora de videojocs. L'empresa té la seva seu a Cambridge, Anglaterra, i va ser originalment fundada per David Braben, desenvolupant primerament el videojoc Frontier: The sequel to the groundbreaking Elite.
Frontier va ser llançat a la venda en 1993 i va obtenir bones crítiques i un gran èxit comercial. Després en 1995 es va llançar una expansió, First Encounters, no obstant això l'empresa editora d'aquesta expansió (Gametek) va publicar una versió inacabada d'aquest joc que contenia molts errors, la qual cosa va comportar a una mala avaluació i a la baixa de vendes del joc, ocasionant que Frontier Developments posteriorment iniciés accions legals contra Gametek. El problema va ser finalment resolt en 1999. L'empresa afirma estar treballant en una nova expansió de Elite, sota el títol Elite 4, però ha estat en desenvolupament des de 1998 portant a molts observadors a l'etiqueta del joc Vaporware.
A part de la sèrie Elite, Frontier Developments ha estat responsable d'una popular saga de jocs de PC i consola, inclosos Dog's Life i parts de la saga RollerCoaster Tycoon. La companyia també fa videojocs per Wallace i Gromit, i ha publicat Wallace i Gromit: Projecte zoològic i el joc de Wallace & Gromit: The Curse of the Were-Rabbit.
Frontier Developments és una societat de responsabilitat limitada i es va crear al gener de 1994. L'empresa segueix sent dirigida per David Braben, en la posició de President.

## Videojocs
| Any  | Videojoc                                       | Distribuïdora(es)           | Plataforma                                              |
| ---- | ---------------------------------------------- | --------------------------- | ------------------------------------------------------- |
| 1994 | Frontier: Elite II                             | GameTek, Konami             | Amiga CD32                                              |
| 1995 | Frontier: First Encounters                     | GameTek, Konami             | DOS, Windows, Mac, Linux                                |
| 1995 | Darxide                                        | Sega                        | Sega 32X                                                |
| 1998 | V2000                                          | Grolier Interactive         | Windows, PS1                                            |
| 2000 | Infestation                                    | Ubisoft                     | Windows                                                 |
| 2003 | Darxide EMP                                    | Frontier Developments       | Pocket PC, telèfons mòbils Nokia Sèries 60              |
| 2003 | Wallace & Gromit in Project Zoo                | BAM! Entertainment          | Windows, Xbox, PS2, GCN                                 |
| 2003 | Dog's Life                                     | Sony Computer Entertainment | PS2                                                     |
| 2004 | RollerCoaster Tycoon 3                         | Atari, Inc.                 | Windows, OS X                                           |
| 2005 | RollerCoaster Tycoon 3: Soaked!                | Atari, Inc.                 | Windows, OS X                                           |
| 2005 | RollerCoaster Tycoon 3: Wild!                  | Atari, Inc.                 | Windows, OS X                                           |
| 2005 | Wallace & Gromit: The Curse of the Were-Rabbit | Konami                      | PS2, Xbox                                               |
| 2006 | Thrillville                                    | LucasArts                   | PS2, Xbox, PSP                                          |
| 2007 | Thrillville: Off the Rails                     | LucasArts                   | PS2, Xbox 360, PSP, DS, Wii, Windows                    |
| 2008 | LostWinds                                      | Frontier Developments       | iOS, WiiWare                                            |
| 2009 | LostWinds 2: Winter of the Melodias            | Frontier Developments       | iOS, WiiWare                                            |
| 2010 | Kinectimals                                    | Microsoft Game Studios      | Xbox 360, Windows Phone, iOS, Android                   |
| 2011 | Kinectimals: Now with Bears                    | Microsoft Game Studios      | Xbox 360, Windows Phone, iOS, Android                   |
| 2011 | Kinect Disneyland Adventures                   | Microsoft Game Studios      | Xbox 360                                                |
| 2012 | Coaster Crazy                                  | Frontier Developments       | iOS                                                     |
| 2013 | Zoo Tycoon                                     | Microsoft Game Studios      | Xbox One, Xbox 360                                      |
| 2013 | Coaster Crazy Deluxe                           | Frontier Developments       | Wii U                                                   |
| 2014 | Tales From Deep Space                          | Amazon Game Studios         | Fire                                                    |
| 2014 | Elite: Dangerous                               | Frontier Developments       | Windows                                                 |
| 2015 | Screamride                                     | Microsoft Studios           | Xbox One, Xbox 360                                      |
| 2015 | Elite: Dangerous                               | Frontier Developments       | OS X, Xbox One                                          |
| 2015 | Tales From Deep Space                          | Amazon Game Studios         | iOS                                                     |
| 2015 | RollerCoaster Tycoon 3                         | Frontier Developments       | iOS                                                     |
| 2015 | Elite Dangerous: Horizons                      | Frontier Developments       | Windows                                                 |
| 2016 | Elite Dangerous: Arena                         | Frontier Developments       | Windows                                                 |
| 2016 | Planet Coaster                                 | Frontier Developments       | Windows                                                 |
| 2018 | Jurassic World Evolution                       | Frontier Developments       | Windows, PlayStation 4, Xbox One                        |
| 2019 | Planet Zoo                                     | Frontier Developments       | Windows, PlayStation 4, Xbox One                        |
| 2021 | Jurassic World Evolution 2                     | Frontier Developments       | Windows, PlayStation 4 i 5, Xbox One, Xbox Sèries X i S |